# Гезалех

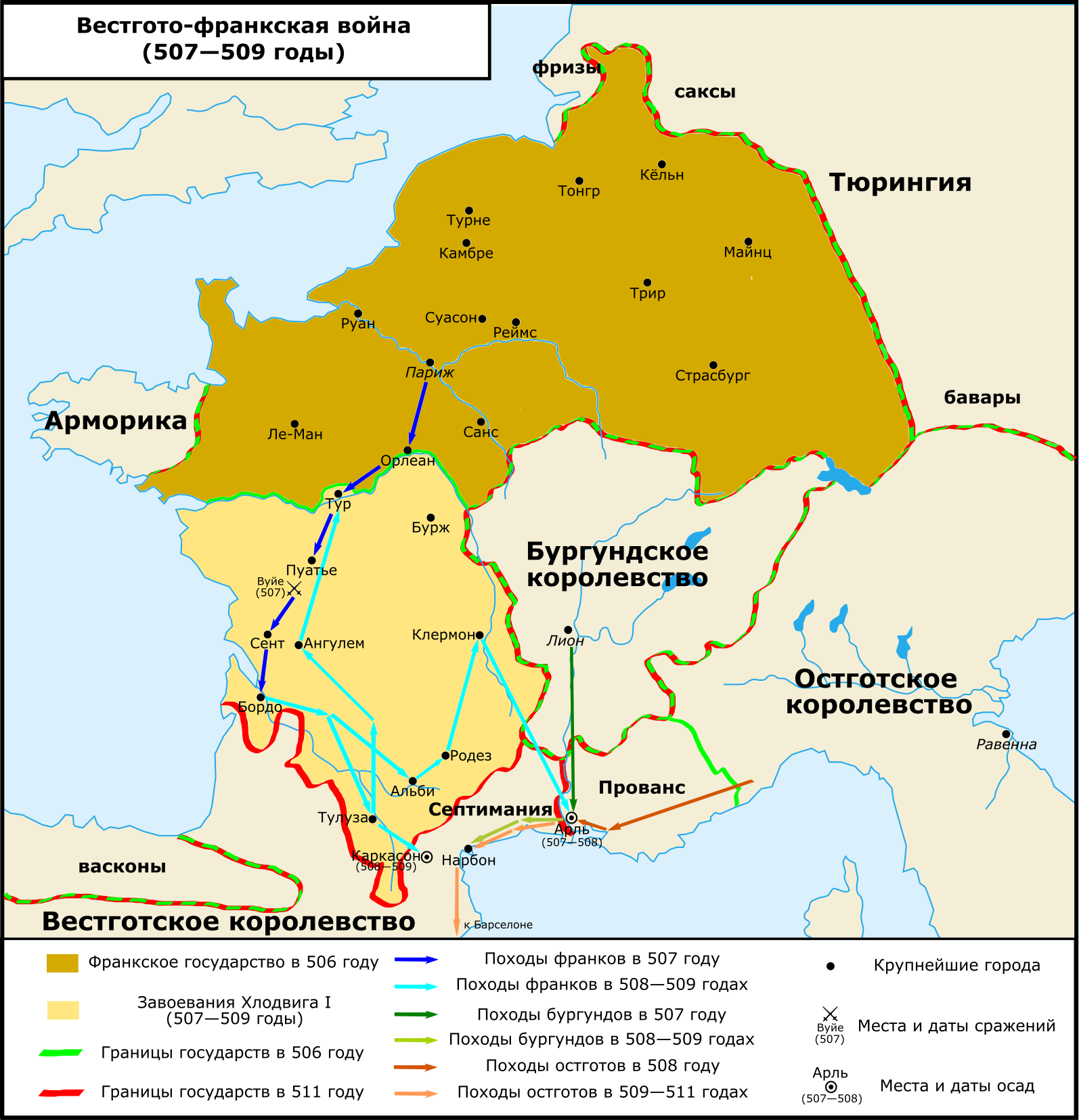
Вестгото-франкская война (507—509 годы)

Гезалех (погиб в 511) — король вестготов в 507—511 годах.

## Биография

### Обстановка в Галлии после битвы при Пуатье
Ввиду непрерывного давления франков после битвы при Пуатье какая-то часть вестготской армии, более или менее сохранившая ещё некоторую боеспособность, отошла в Нарбон. Там вестготы решили объявить королём Гезалеха, внебрачного сына короля Алариха II, рождённого ему наложницей. Его единокровный брат Амаларих, внук Теодориха Великого, тогда был ещё ребёнком и поэтому не мог руководить обороной. Нарбон стал столицей Гезалеха вместо потерянной и разрушенной Тулузы. Избрание Нарбона новой столицей Вестготского королевства было знаком намерений вестготов вернуть себе прежние галльские владения.
Однако Гезалех быстро проявил свою недееспособность. Гундобад, король бургундов, заключивший союз с франками, захватил Нарбон; вестготы потерпели страшное поражение. В Южной Галлии сопротивляться вражеским нападениям продолжал только осаждённый Арль. «Никчёмный, известный только печальной судьбой и трусостью», как о нём говорит Исидор Севильский, Гезалех бежал уже за Пиренеи в Барселону, сделав теперь этот город своей столицей. Барселона была довольно крупным городом, обладающим хорошей гаванью и расположенным сравнительно близко к Пиренеям. Так что Гезалех и после нового поражения не отказался от попыток реванша. Однако бургунды перешли Пиренеи и обрушились на Барселону, которая была ими взята, а король Гезалех при огромных потерях своих людей бежал дальше в испанские земли.

### Вмешательство остготов
Теодорих Великий, вначале признавший Гезалеха, из-за непрерывных неудач вестготского короля обратился против него. Осложнение ситуации на северных границах государства остготов и грозная демонстрация византийского флота у берегов Италии помешали ему своевременно выступить на помощь союзникам-вестготам. Но уже в 508 году остготское войско под началом Иббы двинулось в Прованс и сняло осаду с Арля. Вслед за тем Ибба повёл войска на Нарбон, который и был отбит у врагов в 509 году. Вероятно, тогда же была снята осада с Каркассона, в котором, скорее всего, укрылся Амаларих. Иордан в труде «О происхождении и деяниях гетов» писал, что в сражениях с Иббой погибло более 30 000 франков. После того как ещё одно войско остготов напало на королевство бургундов, был заключен мир. Его условия предусматривали сохранение status quo.
Прованс стал префектурой остготского королевства. Франки удержали завоеванные ими области Аквитании с древней столицей Тулузой. Тем самым вестготы потеряли области, переданные им по договору 418 года. У побежденных осталась лишь узкая полоска земли на берегу Средиземного моря с городами Арлем, Агдом, Безье, Каркассоном и Нарбоном, то есть территории, завоеванные вестготами только во второй половине V века. Граница протянулась севернее Каркассона, из-за которого впоследствии велись частые бои. Несмотря на интенсивные попытки обеих сторон изменить пограничную линию, она оставалась в неизменном виде почти два столетия.

### Оппозиция Гезалеху среди вестготов
Похоже, что возведение на трон Гезалеха вызвало сопротивление сторонников малолетнего Амалариха. Реальным лидером этой группировки был граф Гойарик, который ранее являлся одним из ближайших сподвижников Алариха II. Именно он совсем недавно по поручению покойного короля возглавил комиссию, создавшую свод законов для римских подданных вестготов. Результатом борьбы внутри вестготской знати стало убийство в 510 году Гойарика по приказу нового короля.

### Бегство и смерть Гезалеха
В 510 году остготское войско под командованием Иббы двинулось на Барселону, где Гезалех до сих пор пребывал в полном бездействии. Остготы взяли Барселону, не натолкнувшись на серьёзное сопротивление. На вестготский трон был возведён малолетний Амаларих, а официальным опекуном короля был объявлен его дед, Теодорих. Гезалех бежал в Африку к вандалам, ища помощи у них, так как их король Тразамунд тогда находился в напряженных отношениях с Теодорихом Великим. Впрочем, Тразамунд не осмелился оказать военную помощь претенденту. Однако Гезалех получил крупную денежную субсидию и отправился с деньгами в Южную Галлию. Поддержка Гезалеха до крайности обострила остготско-вандальские отношения, и Тразамунд счёл необходимым направить Теодориху письмо со своими извинениями.
Бежав в Аквитанию, недавно завоёванную франками, Гезалех, может быть, теперь надеялся на их помощь. В 511 году умер король Хлодвиг I, и после его смерти королевство было разделено между четырьмя его сыновьями. Всех франкских королей из дома Меровингов объединяли общие интересы — стремление усилить власть франков и расширить их державу, но частные интересы каждого короля, стремившегося к собственному возвышению, не менее разделяли их. Так что надежды Гезалеха не оправдались. «Хроника вестготских королей» отмечает, что Гезалех после своего трёхлетнего правления ещё год скрывался в убежище, а по другим сообщениям — даже 15 лет.. Кто эти «другие», хронист не сообщает, но эта цифра совпадает со временем опекунства Теодориха Остготского над Амаларихом. Вероятно, какие-то круги вестготской знати не желали признавать фактическую власть остготского короля и по-прежнему считали своим королём Гезалеха.
В 511 году (то есть тогда, когда Гезалех находился в Аквитании) в Барселоне, всё ещё являвшейся столицей вестготов, был убит комит Вейла. Тот факт, что в «Сарагосской хронике» упоминается о его убийстве, свидетельствует о его довольно высоком положении и о значении этого события для дальнейшей истории. Вероятнее всего, Вейла являлся видным и активным сторонником Гезалеха. Возможно, рассчитывая на поддержку своих сторонников, Гезалех попытался самостоятельно двинуться через Пиренеи и попытаться захватить Барселону. Потерпев поражение от Иббы в сражении под стенами Барселоны, он захотел скрыться в землях бургундов. Однако на пути к Гундобаду, на берегу Дюранса, его взяли в плен и казнили как мятежника. Исидор Севильский, однако, не сообщает, кто именно: бургунды или вестготы — схватили и убили Гезалеха.
Правил Гезалех 4 года.